# Gare (Luxembourg)
Pour l’article homonyme, voir Gare.
Gare ou Quartier de la gare (en luxembourgeois : Gare ou Garer Quartier, en allemand : Bahnhofsviertel) est l'un des 24 quartiers de Luxembourg-ville. Il tient évidemment son nom de la gare de Luxembourg qui s’y trouve.
En 2025, il comptait 11 360 habitants, dont 82,1% de non-luxembourgeois.

## Situation géographique
Le quartier Gare a une surface de 105,26 ha et est situé au centre de la capitale. Il est limitrophe : au nord de la Ville Haute et du Grund, à l’est de Bonnevoie-Nord / Verlorenkost et de Bonnevoie-Sud, au sud de Gasperich et à l’ouest de Hollerich.
Il est situé non loin du centre-ville, au sud de la ville haute ou vieille ville.

## Historique
Gare : partie de l’ancienne commune de Hollerich, est un quartier de la ville depuis la fusion des communes limitrophes avec la ville de Luxembourg en 1920. Le quartier c’est très rapidement développé après le raccordement au réseau du chemin de fer du Grand-Duché et l’ouverture de la première gare en 1859.
Des hôtels, des petites et de grandes entreprises s’installent à proximité de la gare, tels que la compagnie des grands vins de champagne E. Mercier & Cie et le fabricant de cigarettes Heintz Van Landewyck.
La fin de la forteresse de Luxembourg en 1867 permit l’urbanisation du plateau Bourbon avec notamment la construction de l’avenue de la Liberté. Après le viaduc datant du 19e siècle, le pont Adolphe inauguré en 1903 relie le quartier nouvellement construit avec la ville de Luxembourg. Le bâtiment actuel de la gare a été achevé en 1912.

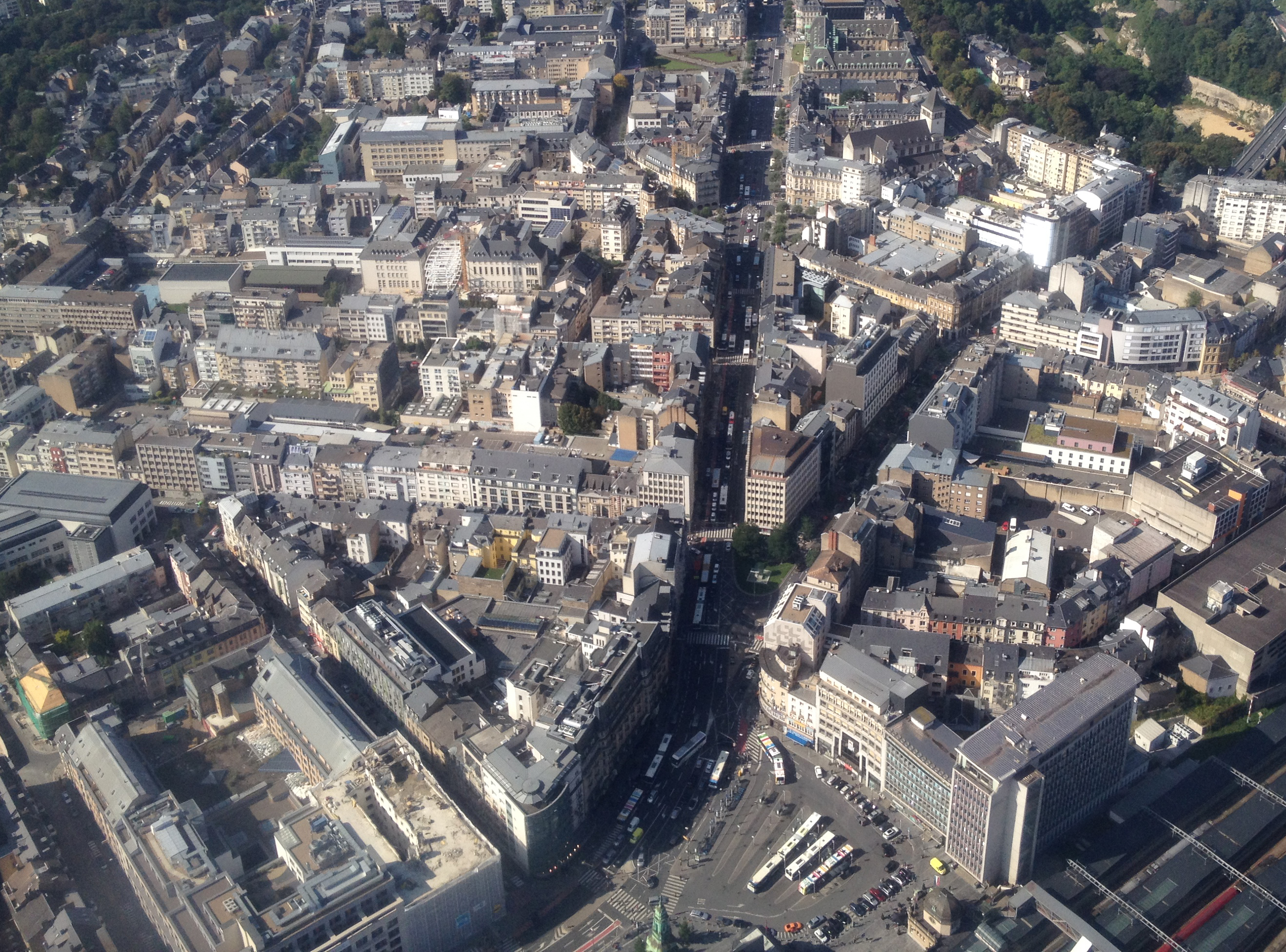
Vue aérienne du quartier de la gare
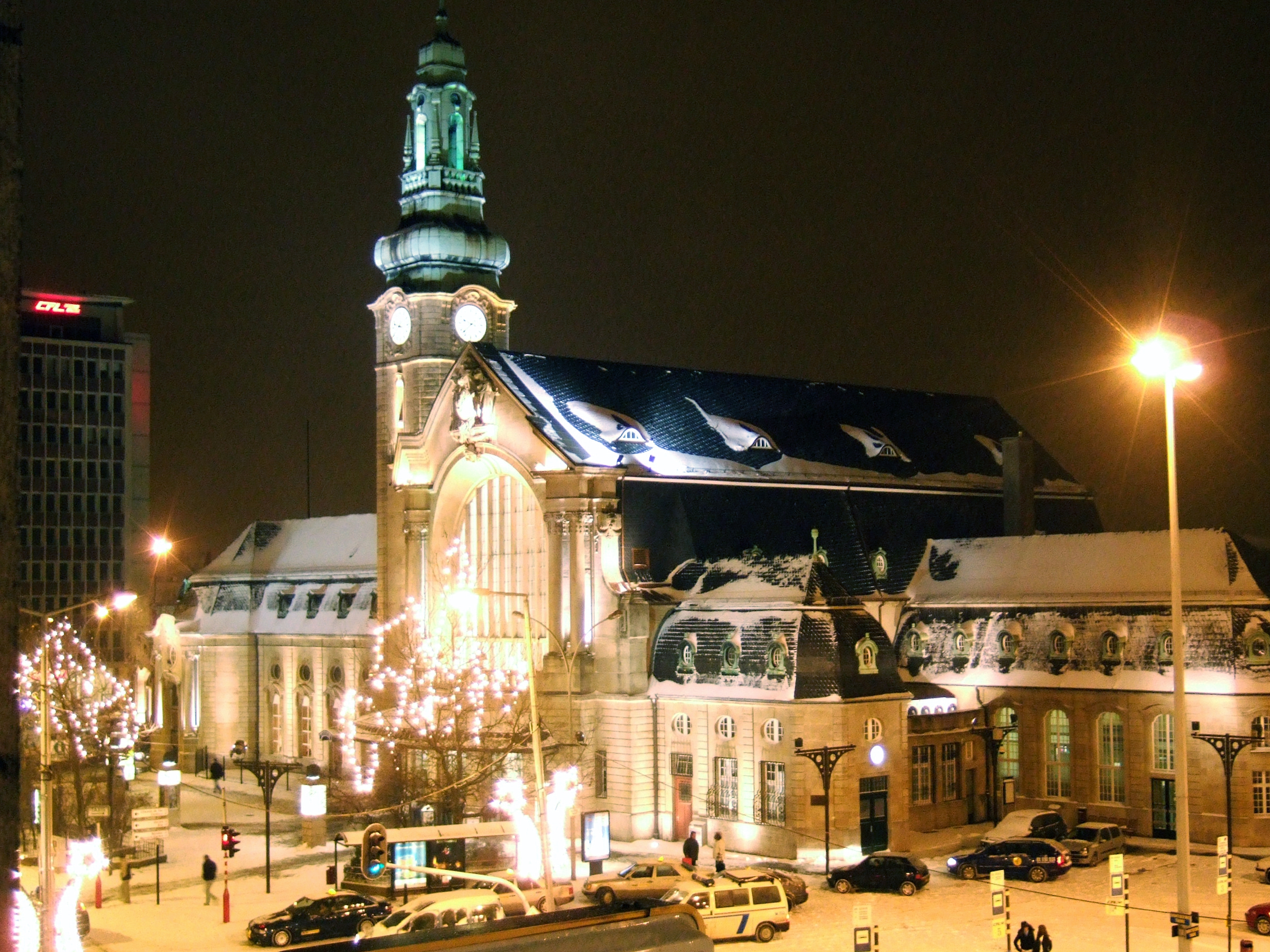
La Gare de Luxembourg en hiver
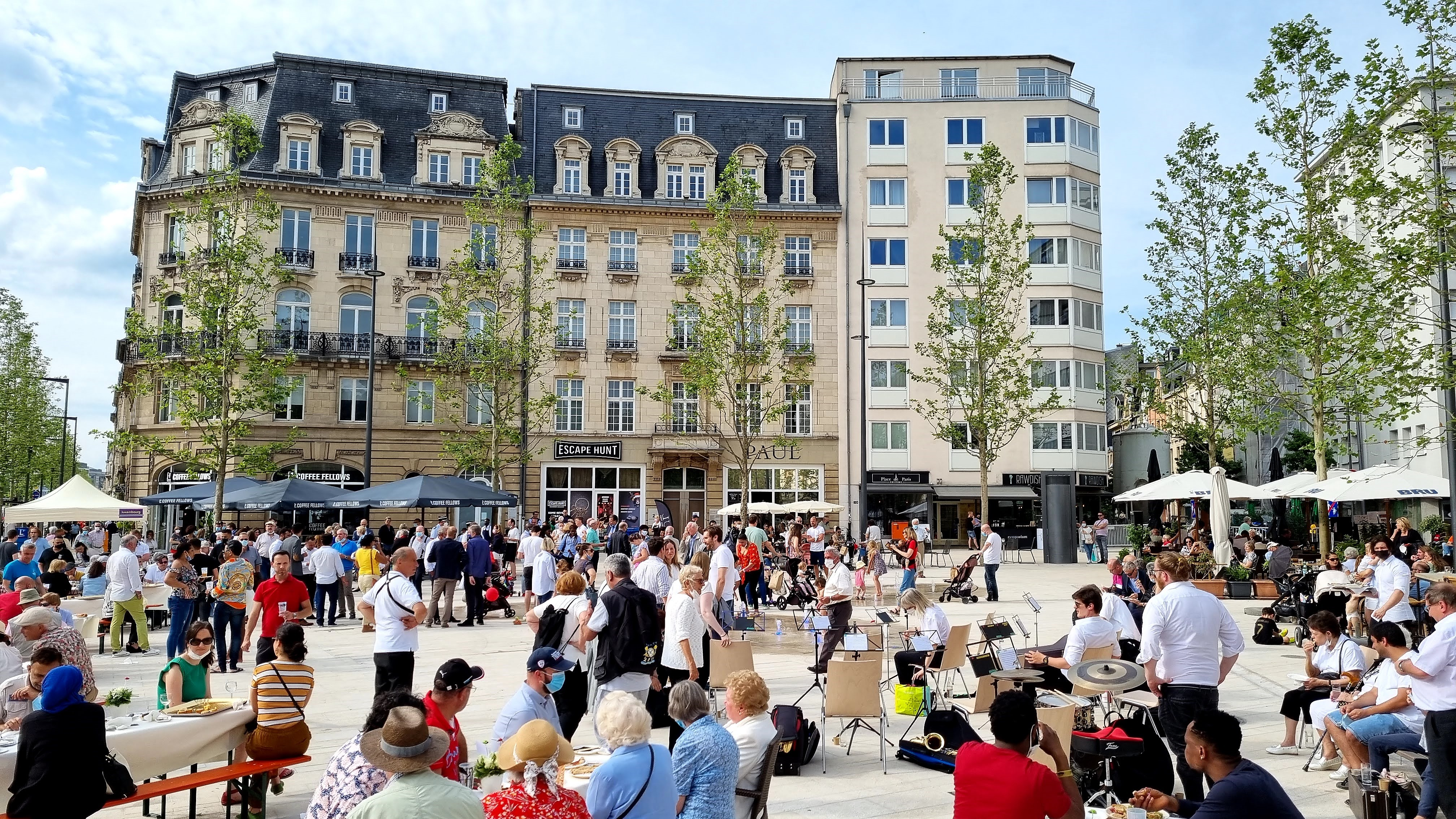
La place de Paris
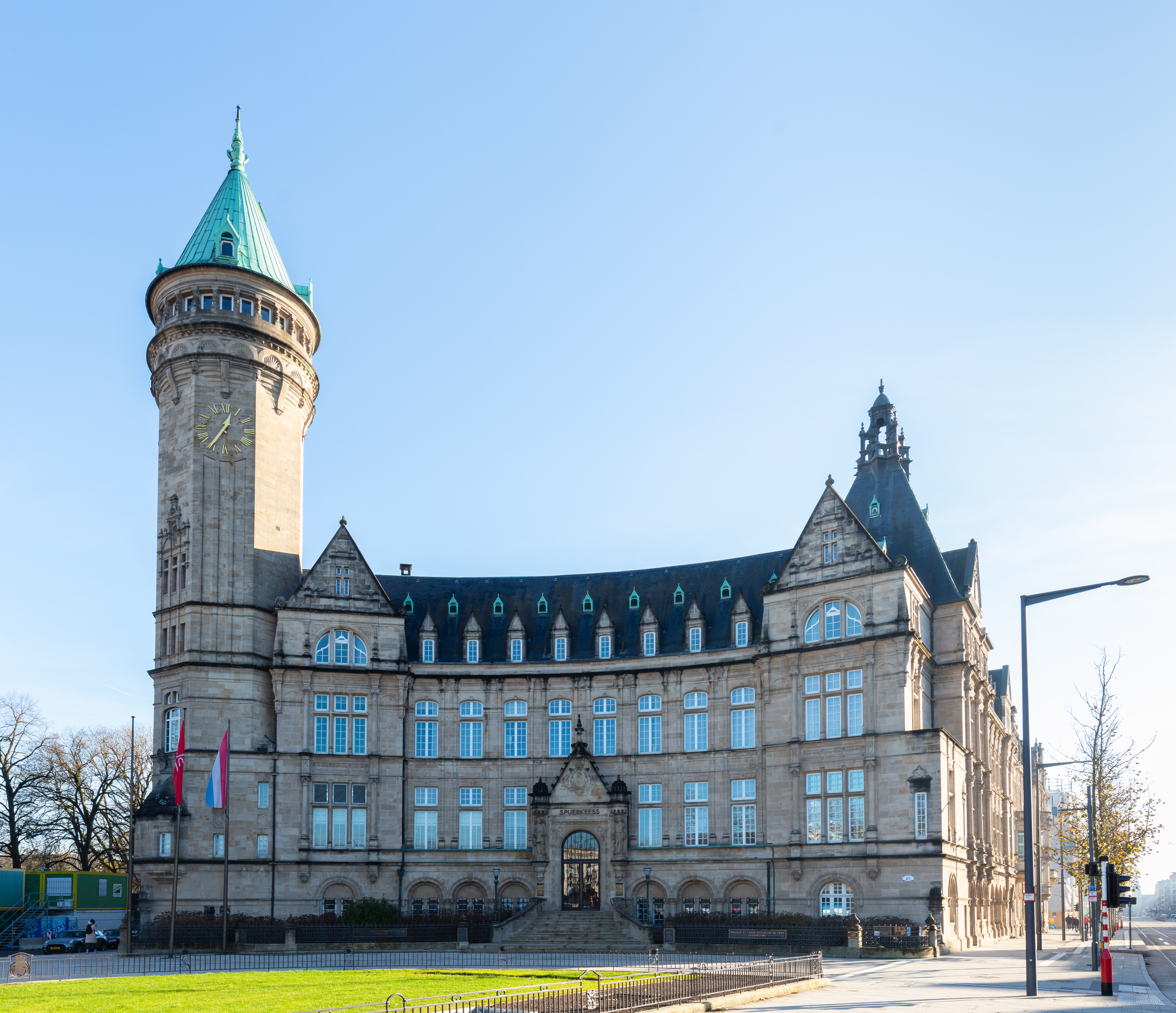
Le Spuerkeessgebai sur la place de Metz
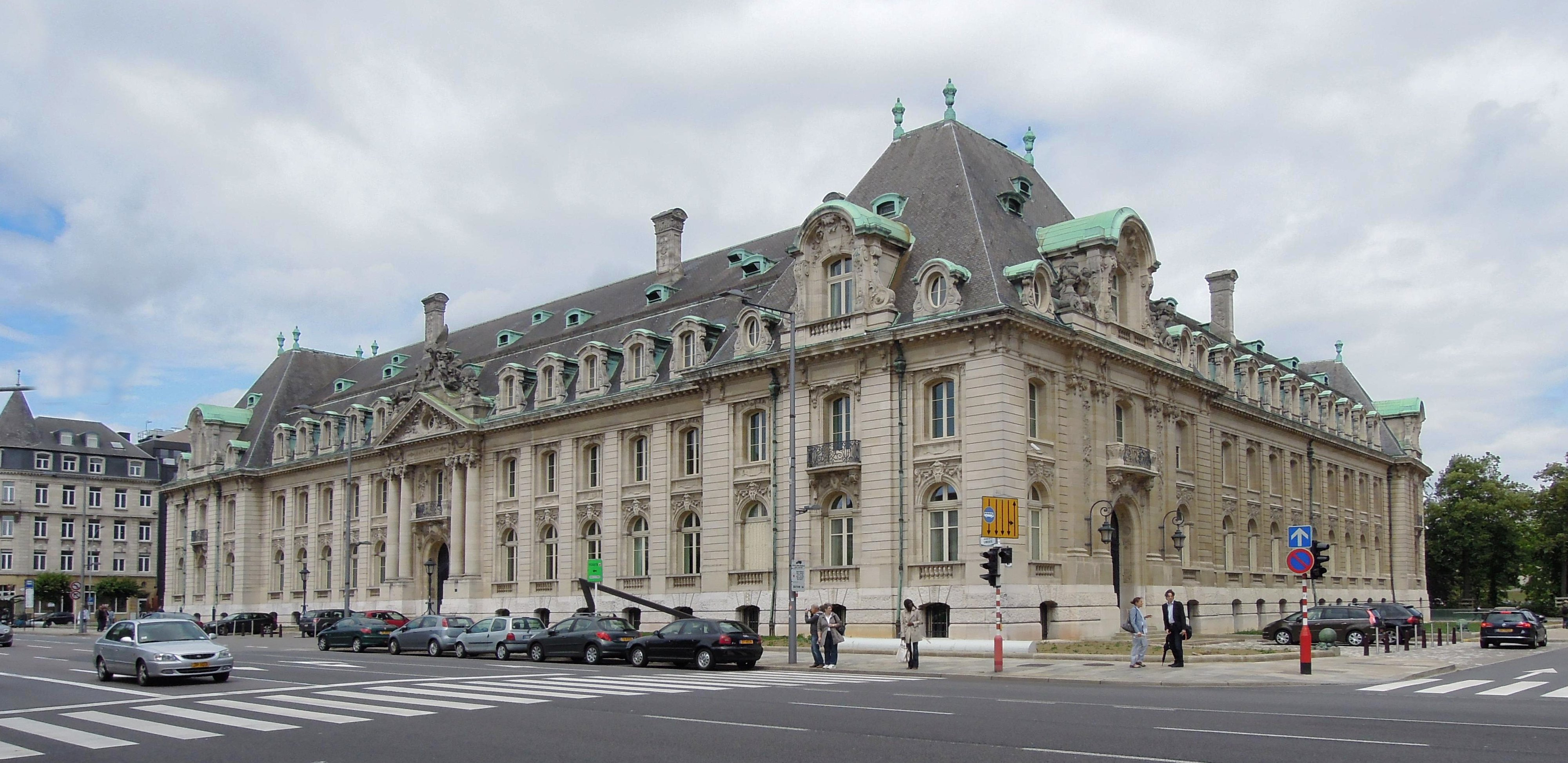
L'ancien siège d'Arcelor Mittal, auparavant Arbed
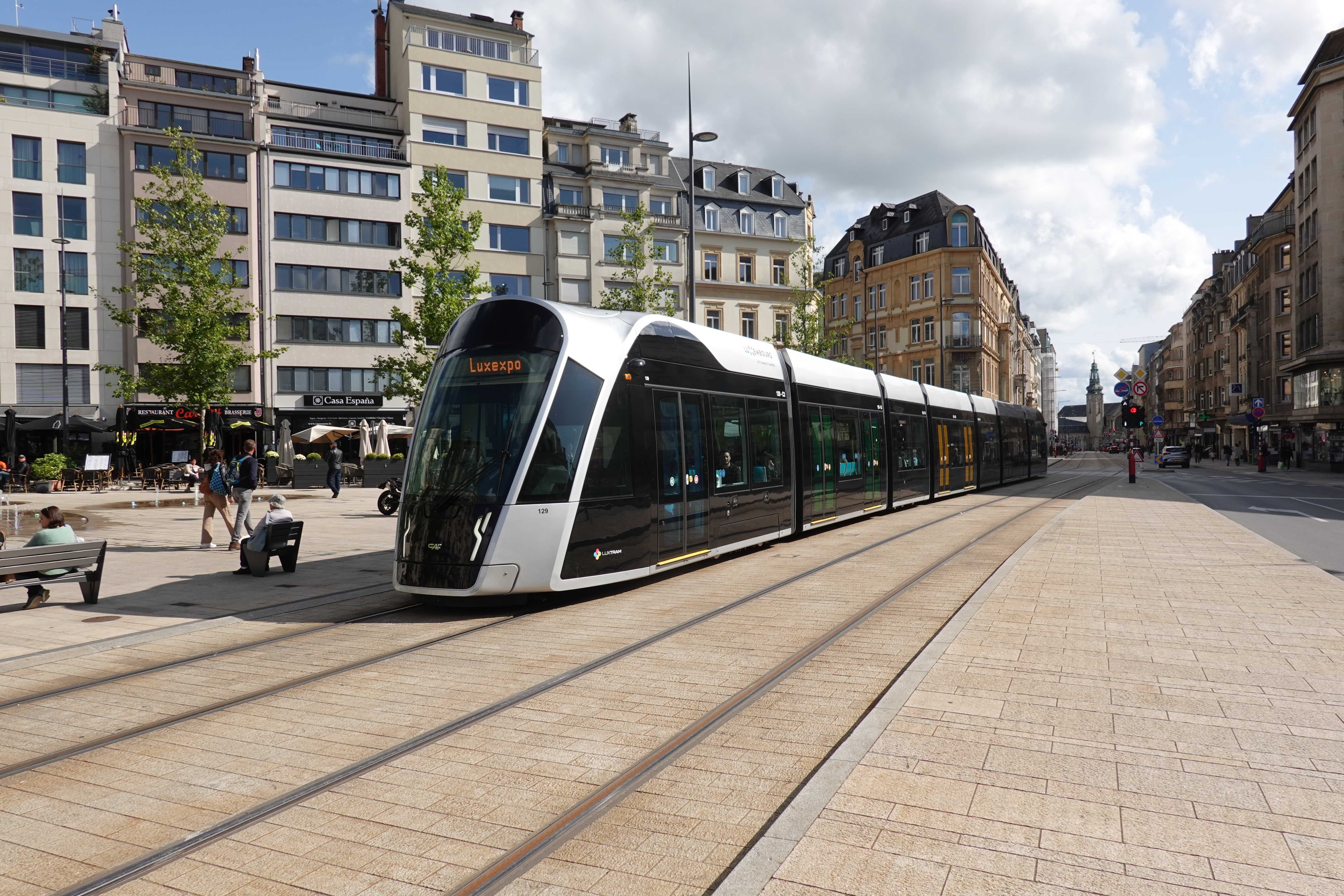
Le tramway sur l'avenue de la Liberté